# PRODUCE 48 - FINAL
『PRODUCE 48 - FINAL』（プロデュース フォーティーエイト　ファイナル）は、2018年9月1日にStone Music Entertainmentから配信限定でリリースされたPRODUCE 48のミニアルバム。

## 概要
本作は2018年6月から8月まで日本・韓国等11か国で放送されている公開オーディション番組「PRODUCE 48」のオーディションに使用されているオリジナル曲を収録したデジタルアルバムとしてリリースされた。
96人の練習生のうち、視聴者投票を経て最終選考まで残った20人が、2つのチームに分かれて歌唱した（番組内で「デビュー評価」と言われる）2曲、加えて全員で歌うバラード曲の日本語・韓国語の各バージョン2曲の合わせて4曲を収録している。AKB48グループのメンバーを含む20人の練習生でレコーディグが行われた。
収録曲は2018年8月31日放送の「PRODUCE 48」で生放送で4曲すべて歌われている。（収録曲の「夢を見ている間」は1番は韓国語、2番は日本語で披露した。）

## 収録曲
1. We Together (4:03)
  - 作詞：BUMZU、ベクホ（NU'EST）
  - 作曲：BUMZU、PRISMFILTER

参加メンバー - 竹内美宥（AKB48）、本田仁美（AKB48）、宮崎美穂（AKB48）、チョ・ユリ、チャン・ウォニョン、アン・ユジン、キム・ミンジュ、パク・ヘユン、矢吹奈子（HKT48）、イ・チェヨン
2. 好きになっちゃうだろう? (4:09)
  - 作詞：秋元康
  - 作曲：早川博隆、Belex

参加メンバー - クォン・ウンビ 、チェ・イェナ、宮脇咲良（HKT48）、イ・カウン、白間美瑠（NMB48）、カン・ヘウォン、キム・チェウォン、下尾みう（AKB48）、高橋朱里（AKB48）、ハン・チョウォン
3. 夢を見ている間 (Korean Version) (3:28)
  - 作詞：秋元康
  - 作曲：Lee Ki、Yong Bae
4. 夢を見ている間 (Japanese Version) (3:28)
  - 作詞：秋元康
  - 作曲：Lee Ki、Yong Bae